# Lumphat (distrikt i Kambodja)
Lumphat är ett distrikt i Kambodja.   Det ligger i provinsen Ratanakiri, i den östra delen av landet, 300 km nordost om huvudstaden Phnom Penh.